# نرایر آهارونیان
نرایر آهارونی آهارونیان (ارمنی: Նորայր Ահարոնի Ահարոնյան؛ زادهٔ ۱ ژانویهٔ ۱۹۵۰) یک سیاستمدار اهل ارمنستان است که از تاریخ ۱۹۹۵ تا تاریخ ۱۹۹۹ سمت نمایندگی دوره اول مجلس ملی جمهوری ارمنستان را برعهده داشت.

## زندگی‌نامه
در ۱ ژانویهٔ ۱۹۵۰ در اچمیادزین به دنیا آمد و از دانشگاه ملی علوم کشاورزی ارمنستان فارغ‌التحصیل شد. 